# Fal·lals
Els fal·lals (Phallales) són un ordre de fongs basidiomicots de la classe dels agaricomicets (Agaricomycetes). Als Països Catalans hi destaquen el fal·lus impúdic i la reixa del diable.

## Taxonomia
Antigament, l'ordre es componia enterament de a família Phallaceae, però gràcies als moderns anàlisis d'ADN ha estat expandit per incloure unes 200 espècies en 7 famílies:
- Clathraceae (unes 30 especies)
- Claustulaceae (11 espècies)
- Gastrosporiaceae  (3 espècies)
- Lysuraceae  (26 espècies)
- Phallaceae (unes 100 espècies)
- Protophallaceae (unes 15 espècies)
- Trappeaceae  (7 espècies)